# شهرستان مونتگومری (نیویورک)
شهرستان مونتگومری ، واقع در دره موهاوک ، دارای ده شهر ، یک شهر و کمی بیش از 50،000 ساکن است. این منطقه ذخیره سازی چرم واقع در پای ادیروندکس ، مملو از حومه زیبا ، شامل پارکها و امکانات تفریحی متعدد است.

## ساخته شده از چیزی قوی تر
این ویژگی در یک فرد است که او را مجبور می کند بلند شود و هنگام زمین خوردن خود را گرد و غبار کند. این چیزی است که وقت خود را از دست نمی دهد و می پرسد که آیا لیوان نیمه خالی است یا نیمه پر ، زیرا نکته این است که آب برای نوشیدن وجود دارد و کار سخت شما را تشنه می کند.
بله ، افرادی که شهر مونتگومری را خانه خود می نامند از "چیزی قوی تر" ساخته شده اند ، اما این کیفیت چیز جدیدی نیست. این قدرت بخشی از میراث ما است. این فولاد و چوب در DNA ما است ، پایه ای که ما همیشه بر اساس آن ساخته ایم.
اگر در حال بازدید هستید می توانید نمادها و نقاط دیدنی تاریخی را مشاهده کنید که قدرت ما را به یاد می آورند و جشن می گیرند. مانند فورت کلوک ، جایی که شجاعت و اعتقاد راسخ حاکم بود زیرا میهن پرستان برای استقلال آمریکا می جنگیدند. یا کارخانه های فرش قدیمی ، یادآوری رواقی کار سخت و پشتکار لازم برای ایجاد یک صنعت قوی تولید فرش. امروزه ما آن فرش ها را استعاره ای فصیح برای جامعه ای می دانیم که با نخ های قاطعیت و اعتقادی که در کنار هم بافته شده است شخصیت جمعی ما را تقویت می کند.
مانند مردم شهر ، خود زمین- به هر حال ، تمام منابع منطقه- از "چیزی قوی تر" ساخته شده است. به عنوان مثال ، منابع تجاری قوی تر. شهرستان مونتگومری به عنوان دروازه اصلی به سمت غرب ، با هدایت هزاران مهاجرنشین به سمت رفاه ، نقش اساسی در رشد این منطقه ایفا کرد. از این نظر ، شهرستان مونتگومری هنوز دروازه ای برای موفقیت است. شهرستان مونتگومری که تنها 20 دقیقه در غرب آلبانی واقع شده است ، به سرعت خود را به عنوان یک اتاق خواب ایده آل برای مسافران معرفی می کند. مشاغل از موقعیت استراتژیک قوی منطقه از جمله نزدیکی به بازارهای اصلی در ایالات متحده و کانادا ، نیروی کار آموزش دیده ، قدردانی خواهند کرد. زمین های مقرون به صرفه و مقرون به صرفه که همه چیز را از شرکت های نوپا گرفته تا مشاغل بزرگ پشتیبانی می کند و مانند زمین های کشاورزی اطراف آن حاصلخیز است. به به همه توسط مرکز توسعه کسب و کار شهرستان مونتگومری رهبری می شوند.
شما می توانید این "چیزی قوی تر" را در زیبایی وحشی این سرزمین مشاهده کنید. و در حالی که زیبایی طبیعی در این قسمت از جهان غیر معمول نیست ، "زیبایی نفس خود را" در شهرستان مونتگومری به سختی پیدا کنید. بر خلاف مناطق شلوغ تر که طبیعت در تاریکی پشت دیوارهای پراکنده شهری زانو می زند ، جایی که گاه و بیگاه جغرافیایی از طبیعت "ساخته دست بشر" با درختان یکنواخت و باغهای بسیار پیچیده را پیدا خواهید کرد ، در اینجا طبیعت را در خالص ترین ، وحشی و طبیعی خود خواهید یافت. زیبا. حفظ طبیعت در اولویت شهرستان مونتگومری است و این تنها فرهنگ کشاورزی ما نیست که چنین ارتباط تنگاتنگی را با این سرزمین تقویت می کند ، بلکه احترامی است که ما برای شکوه و منظره منطقه قائل هستیم. خواه این جذابیت شبانی بت پرستی از تپه های نوردی باشد ؛ تغییر رنگ برگها در جنگل ایالت چارلستون ، قله های باشکوه آدیروندکس ؛ آرامش پارک وینترگرین با استخرهای منعکس کننده ، آبشارها و مسیرهای طبیعت ؛ یا نور رودخانه پوشیده از بیدهای گریان با غروب آفتاب آتش می گیرد. به به شهرستان مونتگومری سنگر مادر طبیعت است.
همه این زیبایی های طبیعی همچنین زمین بازی نهایی را برای فعالیتهای باز و تفریحی در طول سال فراهم می کند. وقتی برف زمین را می پوشاند ، بهشت ورزش های زمستانی است با اسکیت روی یخ ، اسکی روی سطح و بیش از 200 مایل مسیرهای اتومبیل برفی. در تابستان ، ساکنان و بازدیدکنندگان به طور یکسان به خارج از منزل می روند تا ماهیچه های خود را خم کنند و از فرصتهای تفریحی فوق العاده شهرستان مونتگومری از جمله پیاده روی ، دوچرخه سواری ، دویدن ، قایقرانی ، ماهیگیری و موارد دیگر لذت ببرند. و روحیه قدرتمند جامعه در هر فصلی با انرژی که از جمعیت نشأت می گیرد آشکار است ، زیرا در طول سال رویدادهای ورزشی ، نمایشگاه ها ، جشنواره ها و کنسرت ها جوانان و سالخوردگان را گرد هم می آورد.
البته قدرت واقعی همیشه سخت گیر بودن نیست. قدرت واقعی را می توان در شفقت و اجتماع واقعی یافت ، و مردم در شهرستان مونتگومری به همان اندازه واقعی هستند. آنها پیراهن را از پشت به شما می دهند و در مقابل چیزی نمی خواهند. به به مگر اینکه شما آن را پیش پرداخت کنید
در حالی که نام بردن یا انگشت گذاشتن بر روی این دقیقا "چیزی قوی تر" دشوار است ، مانند رودخانه موهاوک از تمام وجود ما و آنچه انجام می دهیم عبور می کند. گذشته و حال ما را مشخص کرده و آینده را رقم می زند. همه جا مشهود است. به تقدیم مقدسین تجلیل در حرم بانوی شهدای ما. به زحمت کشاورزان منطقه. در دونده ها و دوچرخه سواران در مسیرهای مجاور خود را مجبور می کنند تا به یک "بهترین شخصی" برسند. در تلاش برای تجدید و بازسازی ساختمانهای قدیمی. در تلاشهای بی دریغ رهبران شهرستانها برای ایجاد مشاغل جدید. در نحوه همکاری ساکنان برای ایجاد زندگی که همیشه می خواستند.
اسمش رو بذل بگذار اسمش را بگذار قاطعیت این "چیزی قوی تر" در مردم جامعه بزرگ ما است که مانند موهاک قدرتمند ، خود را در بستر خود قرار داده است. و مانند رودخانه قدرتمند موهاوک ، ما نمی توانیم مسیر خود را تغییر دهیم. به به حتی اگر ما بخواهیم
| مدیر اجرایی شهرستان |
| ------------------- |
| متیو ال اوسنفورت    |

| رئیس قوه مقننه شهرستان |
| ---------------------- |
| مایکل جی پپه           |